# Internazionali d'Italia 1977
Italian Open 1977 - чоловічий і жіночий тенісний турнір, що проходив на відкритих кортах з ґрунтовим покриттям Foro Italico в Римі (Італія). Чоловічі змагання належали до серії Colgate-Palmolive Grand Prix 1977, жіночі - Colgate Series. Тривав з 16 до 22 травня 1977 року. Титули в одиночному розряді здобули восьмий сіяний Вітас Ґерулайтіс і п'ята сіяна Джанет Ньюберрі, які отримали за це відповідно 21 тис. і 6 тис. доларів. Герулайтіс грав попри те, що за контрактом мав виступати за франшизу Indiana Loves World Team Tennis (WTT) і його оштрафували на 19 тис. доларів за відмову грати з Бйорном Боргом у день фіналу.

## Фінальна частина

### Одиночний розряд, чоловіки
Вітас Ґерулайтіс —  Тоніно Цугареллі 6–2, 7–6, 3–6, 7–6

### Одиночний розряд, жінки
Джанет Ньюберрі —  Рената Томанова 6–3, 7–6(7–5)

### Парний розряд, чоловіки
Браян Готтфрід /  Рауль Рамірес —  Фред Макнеер /  Шервуд Стюарт 6–7, 7–6, 7–5

### Парний розряд, жінки
Брігітт Куйперс /  Маріс Крюгер —  Банні Бранінг /  Шерон Волш 3–6, 7–5, 6–2